# Citranaxanthin
Citranaxanthin ist ein Farbstoff, welcher zur Gruppe der Xanthophylle gehört. Er wird als Futtermittelzusatzstoff verwendet und ist in der Europäischen Union als E 161i zugelassen.

## Eigenschaften
Beim Citranaxanthin handelt es sich um einen Feststoff, der in Fetten oder Ölen gelöst, eine orangerot bis rotbraune Lösung aufweist. Citranaxanthin ist eines von drei Apocarotinoiden, die industriell hergestellt werden.

## Herstellung
Citranaxanthin kann in einer basenkatalysierten Aldolkondensation von Aceton mit β-Apo-8′-carotin hergestellt werden.

## Vorkommen

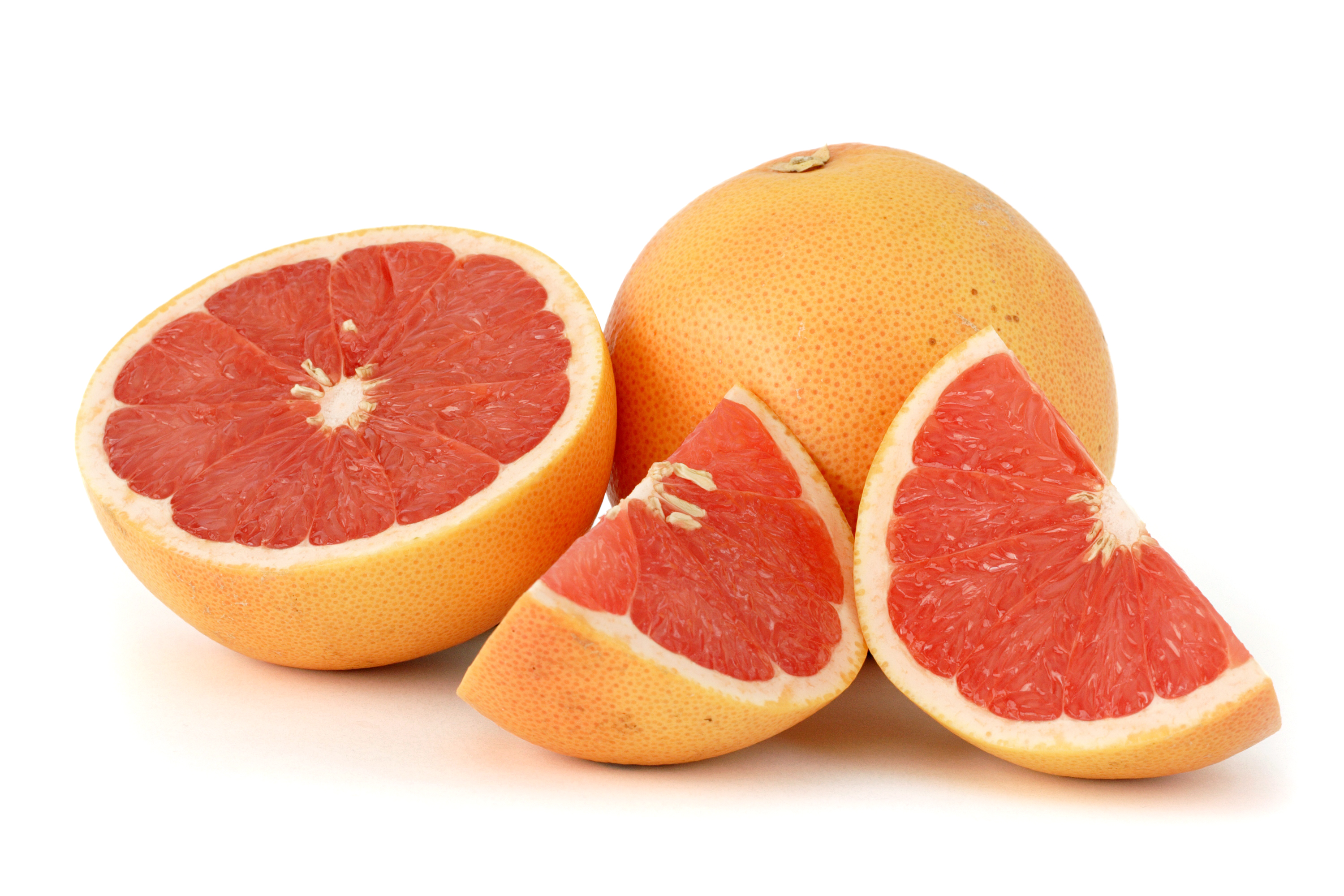
Grapefruit

Der Farbstoff ist natürlicherweise in den Schalen von Citrusfrüchten wie der Grapefruit enthalten. Er wird jedoch meist synthetisch hergestellt.

## Verwendung
Citranaxanthin wird als Futtermittelzusatzstoff eingesetzt, um das Fettgewebe und das Eidotter vom Mastgeflügel zu pigmentieren. Es fungiert dabei als rotes Pigment.

## Rechtliche Situation
In der Europäischen Union sind die Futtermittelzusatzstoffe gemäß der Futtermittelzusatzstoff-Verordnung (Verordnung (EG) Nr. 1831/2003) geregelt. Citranaxanthin ist weiterhin für die Verwendung als Futtermittelzusatzstoff zugelassen. Es besteht eine Höchstmengenbeschränkung von 80 Milligramm Zusatzstoff pro Kilogramm Futtermittel.